# Llac Keitele
El llac Keitele és un llac de Finlàndia amb una àrea d'uns 493 km² que s'estén aproximadament des d'Äänekoski al sud fins a Viitasaari al nord.
Està connectat amb el llac Päijänne per canals amb 5 rescloses: Paatela, Kapeenkoski, Kuusa, Kuhankoski i Vaajakoski.